# Jakob Tischhauser
Jakob Tischhauser (ur. 26 marca 1942) – szwajcarski narciarz alpejski. Nie startował na igrzyskach olimpijskich. Zajął 4. miejsce w gigancie na mistrzostwach świata w Portillo w 1966 r. Jego najlepszym sezonem w Pucharze Świata był sezon 1968/1969, kiedy to zajął 13. miejsce w klasyfikacji generalnej, a w klasyfikacji gigant był czwarty.

## Sukcesy

### Puchar Świata

#### Miejsca w klasyfikacji generalnej
- 1966/1967 – 27.
- 1967/1968 – 35.
- 1968/1969 – 13.
- 1969/1970 – 18.

#### Miejsca na podium
1. Åre – 8 lutego 1969 (gigant) – 2. miejsce
2. Squaw Valley – 1 marca 1969 (gigant) – 2. miejsce
3. Mont-Sainte-Anne – 15 marca 1969 (gigant) – 3. miejsce
4. Waterville Valley – 21 marca 1969 (gigant) – 3. miejsce
5. Lienz – 20 grudnia 1969 (gigant) – 3. miejsce